# Stalowy Bagaż
Stalowy Bagaż – polski zespół rockowy, powstały na początku 1981 roku we Wrocławiu. Rozwiązany w 1983 roku.
W skład grupy wchodzili doświadczeni muzycy rockowi i jazzowi. Aleksander Mrożek i Kazimierz Cwynar grali w Nurcie, Teście i Porter Bandzie, Jacek Krzaklewski w Pakcie, Romualdzie i Romanie i również w Teście, Bolesław Patryn w Jazz Days Orchestra, Lesław Kot śpiewał w Pakcie i Romualdzie i Romanie, Leonard Kaczanowski w Big Bandzie Katowice i Koman Bandzie, zaś Andrzej Polak grał we wczesnym Lady Pank.

## Historia
Zespół powstał i działał przy Domu Kultury Kozanów po kilku miesiącach od rozpadu Porter Bandu. Założycielami supergrupy byli dwaj muzycy tego zespołu – Aleksander Mrożek (gitara) i Kazimierz Cwynar (gitara basowa, śpiew). Skład grupy tworzyli także: Jacek Krzaklewski (gitara) i Bolesław Patryn (perkusja). W pierwszych miesiącach działalności Stalowy Bagaż towarzyszył aktorce i piosenkarce Izabeli Trojanowskiej z którą nagrał w Polskim Radiu Poznań cztery piosenki z tekstami Andrzeja Mogielnickiego, wydane później przez wytwórnię Tonpress na tzw. czwórce. W 1981 roku wystąpił w Rock Arenie i na XIX Krajowym Festiwalu Piosenki Polskiej w Opolu (również samodzielnie, wykonując piosenkę pt. Baczność), gdzie Trojanowska w ZMP-owskim stroju, czyli w koszuli i czerwonym krawacie śpiewała późniejsze przeboje: Pieśń o cegle i Na bohaterów popyt minął. Występ wywołał duże kontrowersje, a zarząd krakowskiego ZSMP wystosował protest przeciwko rzekomemu sprofanowaniu symbolu organizacji przez piosenkarkę. Opromieniona opolskim pseudoskandalem EP-ka rozeszła się w ponad 100 tys. egzemplarzy. Po wyjeździe Trojanowskiej do Stanów Zjednoczonych, zespół już bez jej udziału nagrał w maju 1981 roku w poznańskiej Rozgłośni Radiowej piosenki z tekstami Andrzeja Mogielnickiego i Jana Kaczmarka. Utwory Hamuj Hamuj, Baczność, baczność i Pożegnanie pychy zaśpiewał Cwynar, zaś w instrumentalnym utworze Riki Tiki zagrał na skrzypcach Krzesimir Dębski. W grudniu 1981 roku dołączył Lesław Kot (śpiew), zaś zespół zmienił styl na bardziej hard rockowy. W terminie 2–5 grudnia 1981 roku w Polskim Radiu Szczecin nagrał 10 kompozycji do tekstów wrocławskiego kabareciarza Jacka Zwoźniaka z myślą o debiutanckim albumie, niewydanym z powodu wprowadzenia stanu wojennego. Piosenki te posłużyły, jako ilustracja muzyczna w dwóch programach telewizyjnych. Przez rok Stalowy Bagaż koncertował w kraju z angielską grupą TV 21, Oddziałem Zamkniętym i Lombardem. W 1982 roku nastąpiły zmiany w składzie zespołu, który odtąd tworzyli: Leonard Kaczanowski (śpiew; dołączył w sierpniu 1982), instrumenty klawiszowe, Aleksander Mrożek (gitara), Jacek Krzaklewski (gitara), Kazimierz Cwynar (gitara basowa) i Andrzej Polak (perkusja; dołączył pod koniec 1982). Nowofalowe wcielenie zespołu przygotowało nowy repertuar oparty na kompozycjach Mrożka, Cwynara i Kaczanowskiego do tekstów Zwoźniaka i Macieja Zembatego. Stalowy Bagaż dokonał kolejnych nagrań radiowych, zaś do nowej wersji utworu pt. Nie idź do opery (Opera) Telewizja Polska zrealizowała teledysk, który był emitowany w Telewizyjnej Liście Przebojów. Wraz z odejściem Krzaklewskiego grupa zmniejszyła się do rozmiaru kwartetu. Wystąpiła dwukrotnie podczas wystawy Polskiej Sztuki Współczesnej (1982, 1983) w Heidelbergu (dawna Republika Federalna Niemiec). Zespół został rozwiązany w 1983 roku. 21 kwietnia 2017 nakładem GAD Records ukazał się album pt. Ciężki rok, zbierający wszystkie samodzielne nagrania grupy z 1981 roku.
Po rozpadzie Stalowego Bagażu Mrożek wszedł w skład zespołu Hazard, którego wokalistą był Grzegorz Markowski. Po zakończeniu współpracy z formacją, założył zespół Jan Kowalski, a następnie Recydywę. W latach 1983–1984 Cwynar i Kaczanowski prowadzili zespół Tabu, w którego skład wchodzili także: Jerzy Kaczanowski (gitara), Waldemar „Ace” Mleczko (gitara, śpiew) i Mirosław Kowalczyk (perkusja). Zespół ma na swym koncie taśmę demo zarejestrowaną w Piwnicy Świdnickiej we Wrocławiu. W 1982 roku Kot rozpoczął współpracę z zespołami Kasa Chorych i Ozzy.

## Dyskografia

### Albumy
- 2017: Ciężki Rok (GAD Records)[7]

### Kompilacje
- 1981: Polskie Radio – Studio Młodych, VIII Konkurs na Piosenkę dla młodzieży (Tonpress)

### Single
- 1981: Izabela Trojanowska z zespołem Stalowy Bagaż – Przyda się do kartoteki (Tonpress)

### Nagrania radiowe
- Polskie Radio Poznań (05. 1981): Hamuj, hamuj; Baczność, Riki Tiki, Pożegnanie pychy[7].
- Polskie Radio Szczecin (12. 1981): Nie idź do opery, Wojna słów, List emigranta, Bądź sobą, Ciężki rok, Jak zacząć, Po co tu przychodzisz, Za cichy świat, Krzywda, Mój powrót[7].
- Polskie Radio Poznań (1982-1983): Bądź sobą, Opera, Morze ognia (z rep. Nurtu)[9], Synowie nocy (z rep. Nurtu)[9], Aisak, Weź mnie, Oto spowiedź, Wielki błąd, Baczność, Koślawe życie, Paszport[potrzebny przypis].